# Райчица
Ра̀йчица (на македонска литературна норма: Рајчица; на албански: Rajçica) е село в Северна Македония, в община Дебър.

## География
Сеото е разположено в областта Горни Дебър в Дебърското поле. Махали на селото са Радовци, Райчица и Влаовци. В Долната махала на Райчица е разположен манастирът „Свети Георги“, обновен в 1999 година.

## История
Според народното предание средната махала и съответно и цялото село получава името си от личното име Райче (Райко), който с брат си Радо основава селото. Махалата Радовци е кръстена на Радо, а Влаовци на някой влах скотовъдец. В Преспа има село Райца, а в Кратовско - Райчани.
В Бигорския поменик селото е споменато като Радичица, а по-късно като Раичица.
Църквата „Света Варвара“ в махалата Раички (Средната махала) е от 1597 година. В XIX век Райчица е българско село в Дебърска каза на Османската империя. Църквата „Свети Атанасий“ в Горната махала е от средата на XIX век. Според статистиката на Васил Кънчов („Македония. Етнография и статистика“) в 1900 година Райчица има 660 жители българи християни.
На Етнографската карта на Битолския вилает на Картографския институт в София от 1901 година Райчица е чисто българско село в Дебърската каза на Дебърския санджак с 62 къщи.
Цялото население на селото е под върховенството на Българската екзархия. Според секретаря на екзархията Димитър Мишев („La Macédoine et sa Population Chrétienne“) в 1905 година в Райчица има 496 българи екзархисти и функционира българско училище.
Преди 1913 година около 20 семейства от селото се преселват в Лом. Според статистика на вестник „Дебърски глас“ в 1911 година в Райчица има 45 български екзархийски къщи.
В 1915 година, по време на Първата световна война, селото е анексирано от Царство България. Към 1 март 1916 година Райчица е център на Раичката община на българската Дебърска околия.
Според преброяването от 2002 година селото има 131 жители.
| Националност | Всичко |
| македонци    | 42     |
| албанци      | 72     |
| турци        | 1      |
| роми         | 0      |
| власи        | 0      |
| сърби        | 0      |
| бошняци      | 0      |
| други        | 16     |

## Личности
Родени в Райчица
- Алексий Зографски, български учител, възрожденец
- Васил (Филко) Апостолов, емигрант в Ново село, Видинско, доброволец в Сръбско-българската война[9]
- Никола Хаджиев (? – 1906), български революционер
- Серафим Апостолов, български опълченец, ІІI опълченска дружина, умрял преди 1918 г. в София[10]
- Силко Цветков (1875 – 1951), български революционер
- Тришо Стояновски (р.1938), поет и писател от Северна Македония